# رئیس‌جمهور رومانی
رئیس‌جمهور رومانی (انگلیسی: President of Romania) رئیس کشور رومانی است. رئیس‌جمهور مستقیماً و با نظام انتخاباتی دومرحله‌ای و برای یک دوره پنج‌ساله (از سال ۲۰۰۴ و پس از تغییر قانون اساسی رومانی در سال ۲۰۰۳) انتخاب می‌شود. یک فرد می‌تواند دو دوره متوالی رئیس‌جمهور شود. در طول دوران ریاست او، رئیس‌جمهور نباید عضو هیچ‌یک از احزاب سیاسی باشد.
ریاست جمهوری در رومانی در سال ۱۹۷۴ و توسط نیکلای چائوشسکو، هنگامی که او دبیرکل حزب کمونیست رومانی بود، از یک دولت پارلمانی به دولتی با اختیارات کامل تبدیل شد. پس از انقلاب رومانی در ۱۹۸۹، این منصب مرحله‌به‌مرحله به شکل کنونی‌اش که بر اساس قانون اساسی تصویب‌شده در ۱۹۹۱ است، درآمد.
رئیس‌جمهور کنونی کشور رومانی نیکوشور دان است که از ۲۶ مه ۲۰۲۵ فعالیت خود را آغاز کرده است.

## جانشینی
در صورتی که مقام ریاست‌جمهوری به دلیل استعفا، استیضاح، ناتوانی دائمی در انجام وظایف ریاست‌جمهوری یا فوت در حین تصدی خالی بماند، رئیس سنا یا رئیس مجلس نمایندگان، به ترتیب، به عنوان رئیس‌جمهور موقت رومانی (رومانیایی: Președinte Interimar al României) جانشینی را بر عهده می‌گیرند. هیچ‌یک از این دو نفر، مقام خود را به عنوان رئیس مجلس قانونگذاری برای مدت زمان موقت ترک نمی‌کنند. یک رئیس‌جمهور موقت نمی‌تواند در پارلمان سخنرانی کند، پارلمان را منحل کند یا درخواست همه‌پرسی (همه‌پرسی برای استیضاح پس از درخواست تعلیق توسط پارلمان) کند. مدت زمان خالی بودن مقام ریاست‌جمهوری نمی‌تواند بیش از سه ماه باشد. در حالی‌که رئیس‌جمهور در حالت تعلیق است، این مقام خالی محسوب نمی‌شود.